# ۳۲۵۴ اتوبوس
سیارک ۳۲۵۴ (به انگلیسی: 3254 Bus، نامگذاری:1982UM) سه هزار و دویست و پنجاه و چهارمین سیارک کشف شده‌است که در ۱۷ اکتبر ۱۹۸۲ کشف شد.
قدر مطلق سیارک برابر ۱۱٫۰۰ است.